# Руско-византијски рат (1024)
Руско-византијски рат (1024) је краткотрајан сукоб између Византије и Кијевске Русије и представља претпоследњи Руско-византијски рат.

## Рат
Руско-византијски рат 1024. године документован је само у византијским средњовековним изворима према којима је рођак принца Кијевске Русије са 800 људи и 20 бродова продро у Босфор победивши јединицу грчке обалске страже. Потом су упловили у Егејско море и допловили до острва Лимноса где су уништени од стране много јаче византијске флоте. Сукоб није документован у руским изворима па постоје сумње у његово постојање.